# DNS4EU
 (août 2025).
La mise en forme du texte ne suit pas les recommandations de Wikipédia : il faut le « wikifier ».
Les points d'amélioration suivants sont les cas les plus fréquents :
- Les titres sont pré-formatés par le logiciel. Ils ne sont ni en capitales, ni en gras.
- Le texte ne doit pas être écrit en capitales (les noms de famille non plus), ni en gras, ni en italique, ni en « petit »…
- Le gras n'est utilisé que pour surligner le titre de l'article dans l'introduction, une seule fois.
- L'italique est rarement utilisé : mots en langue étrangère, titres d'œuvres, noms de bateaux, etc.
- Les citations ne sont pas en italique mais en corps de texte normal. Elles sont entourées par des guillemets français : « et ».
- Les listes à puces sont à éviter, des paragraphes rédigés étant largement préférés. Les tableaux sont à réserver à la présentation de données structurées (résultats, etc.).
- Les appels de note de bas de page (petits chiffres en exposant, introduits par l'outil «  Source ») sont à placer entre la fin de phrase et le point final[comme ça].
- Les liens internes (vers d'autres articles de Wikipédia) sont à choisir avec parcimonie. Créez des liens vers des articles approfondissant le sujet. Les termes génériques sans rapport avec le sujet sont à éviter, ainsi que les répétitions de liens vers un même terme.
- Les liens externes sont à placer uniquement dans une section « Liens externes », à la fin de l'article. Ces liens sont à choisir avec parcimonie suivant les règles définies. Si un lien sert de source à l'article, son insertion dans le texte est à faire par les notes de bas de page.
- La présentation des références doit suivre les conventions bibliographiques. Il est recommandé d'utiliser les modèles {{Ouvrage}}, {{Chapitre}}, {{Article}}, {{Lien web}} et/ou {{Bibliographie}}. Le mode d'édition visuel peut mettre en forme automatiquement les références.
- Insérer une infobox (cadre d'informations à droite) n'est pas obligatoire pour parachever la mise en page.

Pour une aide détaillée, merci de consulter Aide:Wikification.
Si vous pensez que ces points ont été résolus, vous pouvez retirer ce bandeau et améliorer la mise en forme d'un autre article.
 (juillet 2025).
DNS4EU est une initiative de l'Union européenne qui fournit un service de résolveur de systèmes de noms de domaine (DNS) sécurisé et respectueux de la vie privée. Lancé le 9 juin 2025, il vise à renforcer la souveraineté numérique de l'UE en offrant une alternative aux décideurs non membres du DNS de l'UE. Cofinancé par l'UE et soutenu par l'Agence de l'Union européenne pour la cybersécurité (ENISA), il est géré par un consortium de 10 pays de l'UE, dirigé par la société tchèque de cybersécurité Whalebone.

## Vue d'ensemble
DNS4EU fournit des services de résolution de système de noms de domaine (traduction de noms de domaine en adresses IP pour accéder aux ressources Internet). Le service se concentre sur la sécurité, la vie privée et le respect des règlements de l'UE, y compris le règlement général sur la protection des données (RGPD). Il répond aux préoccupations concernant la dépendance de l'Europe à l'égard des fournisseurs de DNS non membres de l'UE et des risques associés en matière de confidentialité des données et de cybersécurité.
Le service fonctionne entièrement à l'intérieur des frontières de l'UE pour garantir le respect du RGPD et interdit la monétisation des données. Le partage des informations sur les menaces régionales via les CERT permet une réponse rapide aux cybermenaces dans plusieurs pays de l'UE simultanément.
DNS4EU fonctionne comme un service volontaire qui n'est pas contrôlé par la Commission européenne, soutenant les principes de neutralité de l'internet et évitant la censure. L'UE n'a pas accès aux données de configuration ou aux informations de l'utilisateur, et le service respecte les réglementations locales exigées des fournisseurs de services internet,,,.